# Avenida Doctor Luis Alberto de Herrera
La Avenida Doctor Luis Alberto de Herrera es una de las avenidas de la ciudad de Montevideo, Uruguay. Atraviesa la ciudad desde la rambla en la zona de Pocitos, hasta el Prado. Anteriormente se conoció como Avenida Larrañaga.

## Historia
Durante la dictadura del General Venancio Flores (1866-1868), varios de los caminos de acceso a Montevideo fueron nombrados a través del Decreto del 20 de diciembre de 1866, entre ellos esta vía, la cual recibió el nombre de Larrañaga, recordando a Dámaso Antonio Larrañaga. Posteriormente, con el crecimiento de la ciudad, recibió la denominación de Avenida Larrañaga. Años más tarde, recibiría su denominación actual, en honor al político uruguayo Luis Alberto de Herrera (1873-1959).. 

## Características
Con un largo total de 9.3 km y su trazado transversal respecto a la trama de la ciudad lo hace una importante arteria de movilidad. Se caracteriza por su trazado irregular, y en muchos tramos de su recorrido pierde sus rasgos de avenida. Sobre su trazado se destacan las antiguas casonas en la zona del Prado. 
En 2019 cinco amplios tramos de dicha avenida, los cuales no contaban con una doble vía, fueron ensanchados.

## Monumentos
Por dicha avenida, se encuentran diversos monumentos. 

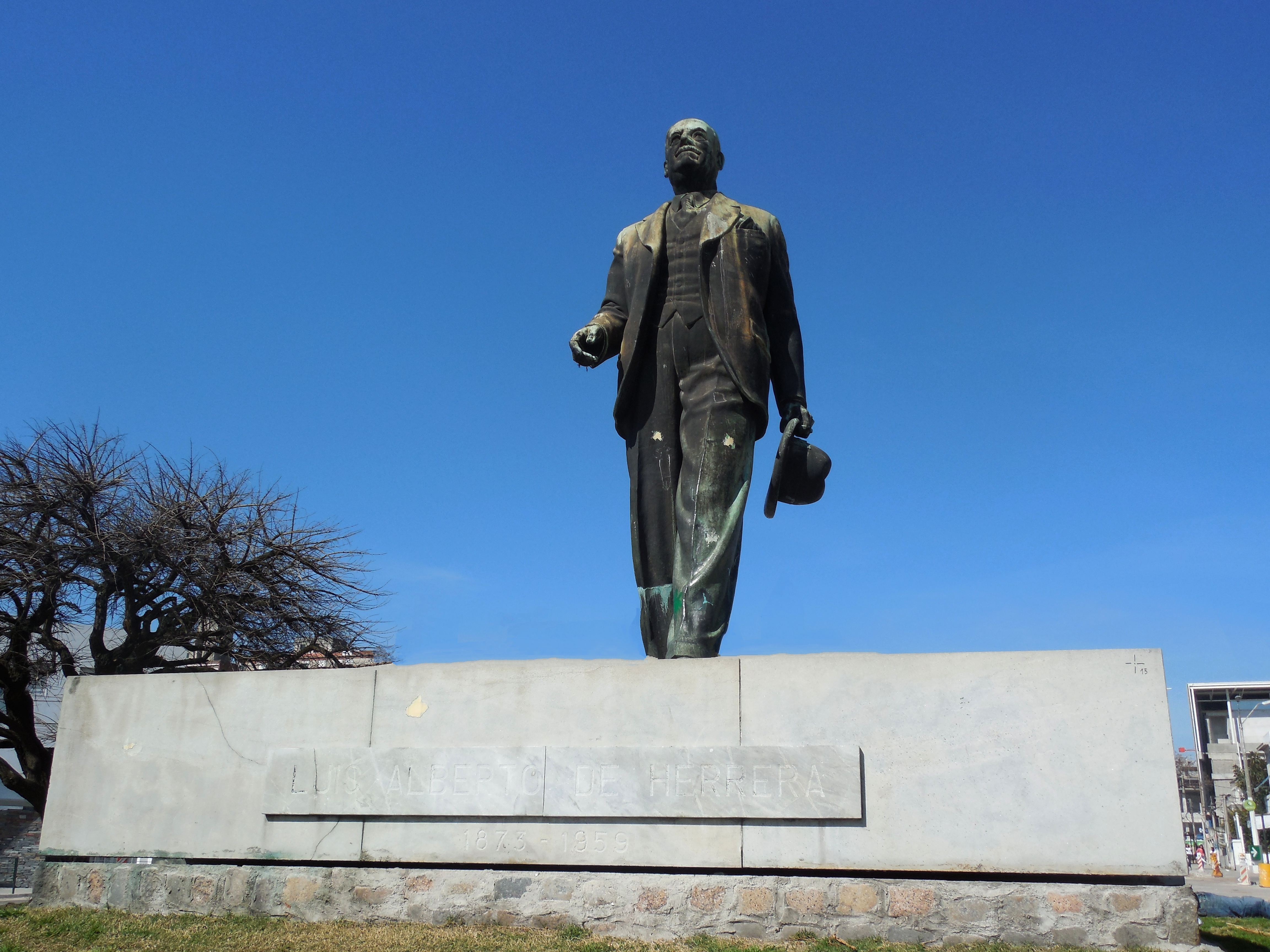
Monumento a Luis Alberto de Herrera.
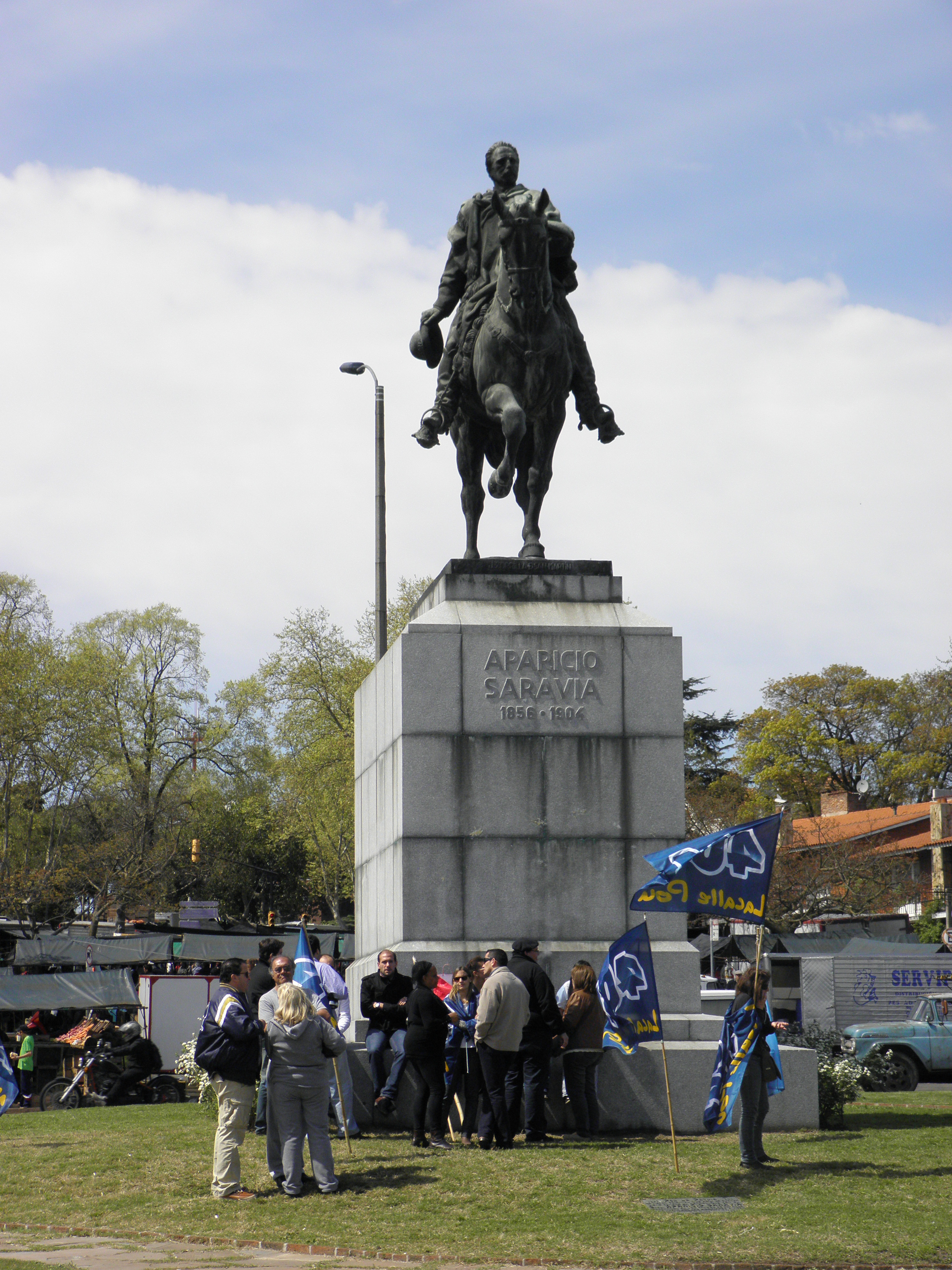
Monumento ecuestre a Aparicio Saravia
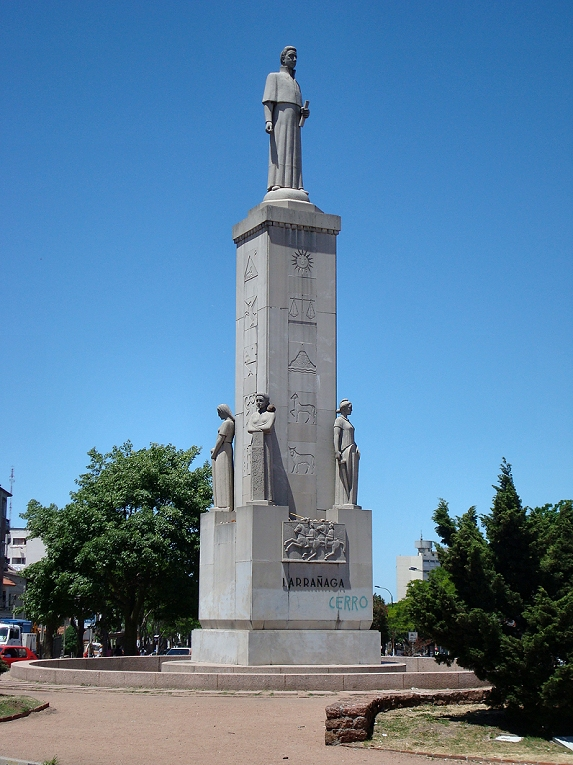
Monumento a Dámaso Antonio Larrañaga
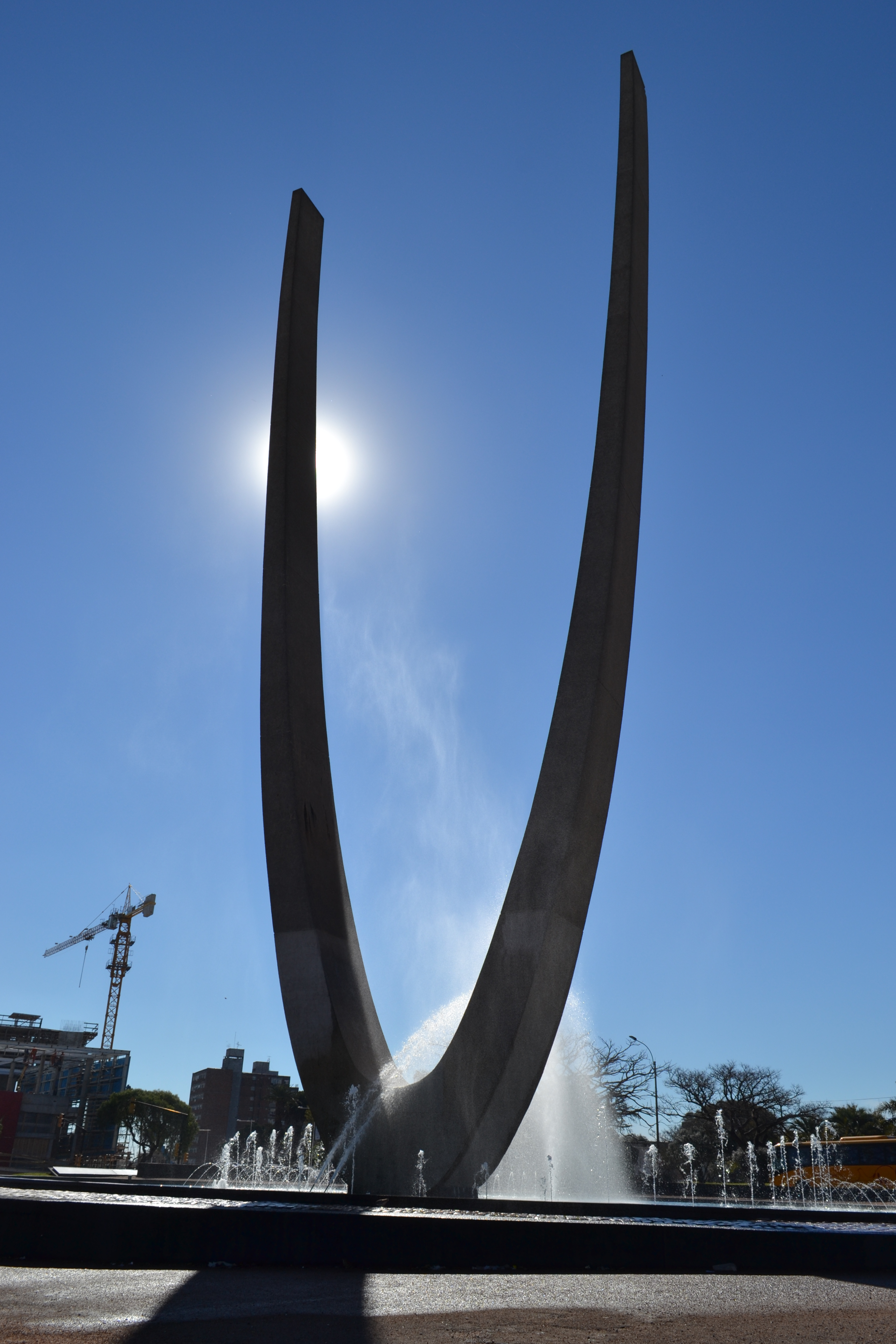
Monumento a Luis Batlle Berres